# Izrael sportélete
Mint minden országban, Izraelben is fontos szerepet tölt be a sport a helyi kultúrában. Az izraeli sportkultúra korábbi bármely európai sportnál, hisz már Izrael állam megalapítása előtt létezett atlétika ezen a területen. Az izraeli sportolók nagyon jó eredményeket érnek el futballban, kézilabdában, kosárlabdában, valamint atlétikában, de aktívan szerepelnek hokiban, rögbiben és más sportágakban is.
Izraelben a sport sokkal fontosabb, mint más országokban, ami köszönhető egyrészről az állandó hadiállapotból fakadó folyamatos edzéseknek, másrészről a vallás által diktált egészségtudatos életmódnak.
Sok izraeli fiatal példaképe helyi futballista és kosárlabdázó, valamint az olimpiákon kitűnő eredménnyel szereplő dzsúdósok, tőrözők és vitorlázók.
Izraelben nagyon közkedvelt elfoglaltság a testedzés, ezek közül is az úszás, túrázás, krav maga és a matkot (egy strandtenisz-szerű játék).

## Népszerű sportok Izraelben

### Futball
A legnépszerűbb sport Izraelben a futball, amit izraeli és arab csapatok játszanak. Futballt már Izrael állam megalapítása előtt játszottak, mikor még a britek kormányozták a területet. Az izraeli futball legfelsőbb testülete az Izraeli labdarúgó-szövetség. A legnépszerűbb futballesemény a helyi profi bajnokság (Ligat háAl).
Izraelben a futballt férfiak és nők is játsszák, de a női futball kevésbé népszerű.

#### Az izraeli futball története
Az izraeli futballt elsősorban a politika irányítja, ennek köszönhetően minden vezető politikai pártnak megvan a saját futballcsapata (MK Hapóél Tel-Aviv, MK Makkabi Haifa, Bétár Jeruzsálem). Így nem meglepő, ha Likúd-párti politikusokat látunk egy Bétár Jeruzsálem-mérkőzésen. Az utóbbi években a politikai befolyás egyre csökken a futballcsapatokban.

### Kosárlabda
A kosárlabda a második legkedveltebb sportág Izraelben a futball után. Európa egyik legjobb csapata a Makkabi Tel-Aviv, amely 5-ször nyerte meg eddig a Klubcsapatok Európa-bajnokságát (1997, 1981, 2001, 2004, 2005).

### Atlétika
Az atlétikai pályák legtöbbje a Makkabi Játékokra, valamint az olimpiára történő felkészülést szolgálja.

#### Makkabi Játékok
A Makkabbi Játékok egy nemzetközi zsidó atlétikai esemény, amelyet Izraelben rendeznek meg – az olimpiához hasonlóan – négyévente. Az első játékokat 1932-ben tartották.

#### Olimpiai Játékok
Annak ellenére, hogy az izraeli sportolók sportteljesítményüknek köszönhetően is büszkék lehetnek olimpiai részvételükre, a legemlékezetesebbek mégis az 1972-es müncheni olimpián történt események, amikor arab terroristák túszul ejtették az izraeli olimpikonokat, majd meggyilkolták őket (túszdráma a müncheni olimpián).

## Sport a médiában
Az izraeli médiában nagyon fontos szerepet játszik a sport. A tömegmédia befolyása a sportban az évek folyamán egyre nagyobb, főleg a futballban és a kosárlabdában. Ennek legfőbb oka a finanszírozhatóság biztosítása, amelyet a közvetítési jogok eladásából oldanak meg a csapatok.
A televízió, a rádió, az újságok és a hírcsatornák a legfőbb közvetítői a sporteseményeknek.